# Auburn (Nova York)
Auburn és una ciutat del Comtat de Cayuga a l'Estat de Nova York dels Estats Units d'Amèrica

## Demografia
Segons el cens dels Estats Units del 2000 Auburn tenia 28.574 habitants, 11.411 habitatges, i 6.538 famílies. La densitat de població era de 1.315 habitants per km².
Dels 11.411 habitatges en un 28,1% hi vivien nens de menys de 18 anys, en un 37,3% hi vivien parelles casades, en un 14,7% dones solteres, i en un 42,7% no eren unitats familiars. En el 36,3% dels habitatges hi vivien persones soles el 16,6% de les quals corresponia a persones de 65 anys o més que vivien soles. El nombre mitjà de persones vivint en cada habitatge era de 2,27 i el nombre mitjà de persones que vivien en cada família era de 2,98.
Per edats la població es repartia de la següent manera: un 22,8% tenia menys de 18 anys, un 9,3% entre 18 i 24, un 30,3% entre 25 i 44, un 19,8% de 45 a 60 i un 17,8% 65 anys o més.
L'edat mitjana era de 37 anys. Per cada 100 dones de 18 o més anys hi havia 97,8 homes.
La renda mitjana per habitatge era de 30.281 $ i la renda mitjana per família de 41.169 $. Els homes tenien una renda mitjana de 32.349 $ mentre que les dones 23.330 $. La renda per capita de la població era de 17.083 $. Entorn del 12,5% de les famílies i el 16,5% de la població estaven per davall del llindar de pobresa.
Fou la ciutat de naixement del metge Frederick F. Russell i del pintor Charles Loring Elliott.